# Boyz n da Hood
Boyz n da hood är en hiphopgrupp från delstaten Georgia i USA. Bandet, som bildades 2005, består av medlemmarna Jody Breeze, Big Gee, Duke och Gorilla Zoe. De ger för närvarande[när?] ut sina skivor på Bad Boy South, en underetikett till P. Diddys skivbolag Bad Boy Records.
Tidigare var även Young Jeezy medlem, men Gorilla Zoe tog över hans plats när han hoppade av. Young Jeezy började med tiden skapa sig ett namn i sin solokarriär, och eftersom detta sinkade marknadsföringen av Boys n da hood hoppade han av och satsade helt på solokarriären.